# Wonderful Crazy Night
Albums de Elton John
The Diving Board
(2013) Diamonds
(2017)
Singles
1. Looking Up
Sortie : 22 octobre 2015[1]
2. Wonderful Crazy Night
Sortie : 15 décembre 2015
3. Blue Wonderful
Sortie : 5 janvier 2016
4. In the Name of You
Sortie : 29 janvier 2016
5. A Good Heart
Sortie : 25 mai 2016

Wonderful Crazy Night  est le trentième album studio du chanteur britannique Elton John, sorti en 2016. C'est son premier album depuis The Captain & the Kid en 2006 à présenter le groupe officiel de l'artiste, il a été écrit et enregistré en 17 jours. Le percussionniste de longue date d'Elton, Ray Cooper, fait sa première apparition sur l'un de ses albums depuis Made in England en 1995. Il s'agit de la première apparition de Kim Bullard aux claviers en remplacement de Guy Babylon ancien claviériste de John, et de Matt Bissonette en remplacement de Bob Birch à la basse. 

## Liste des titres
Toutes les paroles sont écrites par Bernie Taupin, toute la musique est composée par Elton John.
| 1.    | Wonderful Crazy Night | 3:13 |
| 2.    | In the Name of You    | 4:33 |
| 3.    | Claw Hammer           | 4:22 |
| 4.    | Blue Wonderful        | 3:37 |
| 5.    | I've Got 2 Wings      | 4:35 |
| 6.    | A Good Heart          | 4:50 |
| 7.    | Looking Up            | 4:06 |
| 8.    | Guilty Pleasure       | 3:38 |
| 9.    | Tambourine            | 4:17 |
| 10.   | The Open Chord        | 4:04 |
| 41:15 |                       |      |

| Titres bonus édition deluxe | Titres bonus édition deluxe | Titres bonus édition deluxe | Titres bonus édition deluxe | Titres bonus édition deluxe | Titres bonus édition deluxe | Titres bonus édition deluxe | Titres bonus édition deluxe | Titres bonus édition deluxe | Titres bonus édition deluxe |
| No                          | Titre                       | Durée                       |                             |                             |                             |                             |                             |                             |                             |
| --------------------------- | --------------------------- | --------------------------- | --------------------------- | --------------------------- | --------------------------- | --------------------------- | --------------------------- | --------------------------- | --------------------------- |
| 11.                         | Free and Easy               | 3:55                        |                             |                             |                             |                             |                             |                             |                             |
| 12.                         | England and America         | 3:51                        |                             |                             |                             |                             |                             |                             |                             |
| 49:01                       |                             |                             |                             |                             |                             |                             |                             |                             |                             |

| Titre bonus édition super deluxe | Titre bonus édition super deluxe | Titre bonus édition super deluxe | Titre bonus édition super deluxe | Titre bonus édition super deluxe | Titre bonus édition super deluxe | Titre bonus édition super deluxe | Titre bonus édition super deluxe | Titre bonus édition super deluxe | Titre bonus édition super deluxe |
| No                               | Titre                            | Durée                            |                                  |                                  |                                  |                                  |                                  |                                  |                                  |
| -------------------------------- | -------------------------------- | -------------------------------- | -------------------------------- | -------------------------------- | -------------------------------- | -------------------------------- | -------------------------------- | -------------------------------- | -------------------------------- |
| 11.                              | Free and Easy                    | 3:55                             |                                  |                                  |                                  |                                  |                                  |                                  |                                  |
| 12.                              | Children's Song                  | 3:49                             |                                  |                                  |                                  |                                  |                                  |                                  |                                  |
| 13.                              | No Monsters                      | 4:58                             |                                  |                                  |                                  |                                  |                                  |                                  |                                  |
| 14.                              | England and America              | 3:51                             |                                  |                                  |                                  |                                  |                                  |                                  |                                  |
| 57:48                            |                                  |                                  |                                  |                                  |                                  |                                  |                                  |                                  |                                  |

| Titres bonus édition Target.com - États-Unis / Japon | Titres bonus édition Target.com - États-Unis / Japon | Titres bonus édition Target.com - États-Unis / Japon | Titres bonus édition Target.com - États-Unis / Japon | Titres bonus édition Target.com - États-Unis / Japon | Titres bonus édition Target.com - États-Unis / Japon | Titres bonus édition Target.com - États-Unis / Japon | Titres bonus édition Target.com - États-Unis / Japon | Titres bonus édition Target.com - États-Unis / Japon | Titres bonus édition Target.com - États-Unis / Japon |
| No                                                   | Titre                                                | Durée                                                |                                                      |                                                      |                                                      |                                                      |                                                      |                                                      |                                                      |
| ---------------------------------------------------- | ---------------------------------------------------- | ---------------------------------------------------- | ---------------------------------------------------- | ---------------------------------------------------- | ---------------------------------------------------- | ---------------------------------------------------- | ---------------------------------------------------- | ---------------------------------------------------- | ---------------------------------------------------- |
| 11.                                                  | Free and Easy                                        | 3:55                                                 |                                                      |                                                      |                                                      |                                                      |                                                      |                                                      |                                                      |
| 12.                                                  | England and America                                  | 3:51                                                 |                                                      |                                                      |                                                      |                                                      |                                                      |                                                      |                                                      |
| 13.                                                  | Looking Up (live)                                    | 3:22                                                 |                                                      |                                                      |                                                      |                                                      |                                                      |                                                      |                                                      |
| 14.                                                  | Wonderful Crazy Night (live)                         | 3:15                                                 |                                                      |                                                      |                                                      |                                                      |                                                      |                                                      |                                                      |
| 55:38                                                |                                                      |                                                      |                                                      |                                                      |                                                      |                                                      |                                                      |                                                      |                                                      |

## Personnel
- Selon le livret inclut avec l'album :
- Elton John: piano, chant
- Kim Bullard: claviers
- Davey Johnstone: guitares, chœurs
- Matt Bissonette: basse, chœurs
- Nigel Olsson: batterie, chœurs
- John Mahon: percussions, chœurs
- Ray Cooper: tambourin
- Jim Thomson, Joe Sublett: saxophone ténor
- Tom Peterson: saxophone baryton
- John Grab, Nick Lane: trombone
- Allen Fogle, Dylan Hart: cor français
- Gabe Witcher: arrangements et direction des cuivres
- Ken Stacey: chœurs

## Classements
| Pays et classements (2016)    | Meilleure position |
| ----------------------------- | ------------------ |
| Australie (ARIA)              | 11                 |
| Autriche (Ö3 Austria Top 40)  | 8                  |
| Belgique (Flandre Ultratop)   | 26                 |
| Belgique (Wallonie Ultratop)  | 26                 |
| Canada (Canadian Albums)      | 18                 |
| Danemark (Tracklisten)        | 32                 |
| Pays-Bas (Mega Album Top 100) | 43                 |
| France (SNEP)                 | 35                 |
| Allemagne (Media Control AG)  | 10                 |
| Irlande (IRMA)                | 41                 |
| Italie (FIMI)                 | 15                 |
| Nouvelle-Zélande (RIANZ)      | 11                 |
| Norvège (VG-lista)            | 17                 |
| Écosse (OCC)                  | 5                  |
| Espagne (Promusicae)          | 32                 |
| Suède (Sverigetopplistan)     | 15                 |
| Suisse (Schweizer Hitparade)  | 7                  |
| Royaume-Uni (UK Albums Chart) | 6                  |
| États-Unis Billboard 200      | 8                  |